# كيفن تود
كيفن تود (بالإنجليزية: Kevin Todd)‏ (28 فبراير 1958 بسندرلاند في المملكة المتحدة - ) هو لاعب كرة قدم بريطاني في مركز الهجوم. لعب مع نادي كوسيسي ونيوكاسل يونايتد ونيوكاسل بلوستار ‏ وبيشوب أوكلاند ‏ وبيرويك راينجرز وWhitley Bay F.C. ‏ وسبنيمور يونايتد ‏ ودارلينجتون إف سى.

## وصلات خارجية
- كيفن تود على موقع قاعدة بيانات كرة القدم.إي يو (الإنجليزية)